# Code de commerce (France)
Pour les autres articles nationaux ou selon les autres juridictions, voir Code de commerce.
Lire en ligne

Texte sur Légifrance

Lex mercatoria et Code Savary
En France, le Code de commerce est un ensemble de lois qui portent sur le droit commercial.

## Inspiration du Code de commerce

### Lex mercatoria
C'est pendant le Moyen Âge que naît et se développe le droit commercial comme une branche du droit séparée du droit civil, soit romain (Code Justinien), soit germanique (coutumier). En effet, il s'agissait d'un droit pour la plupart oral, élaboré par les marchands mêmes, qui n'était pas enseigné à l'université et qui était jugé par ses propres tribunaux, composés de marchands.
On parle à ce propos de Lex mercatoria, c'est-à-dire d'une loi orale, presque uniforme, respectée par tous les marchands de l'Europe.
Pendant l'époque moderne le droit commercial devient de plus en plus un droit écrit, mais il reste toujours séparé du droit civil.

### Code Savary
Au XVIIe siècle, en France, l'ordonnance de 1673 sur le commerce (ou Code Savary) de Colbert régule les opérations commerciales. Colbert veut, en effet, contre le « désordre » du commerce et la « confusion » des registres, distinguer les banqueroutes frauduleuses des faillites involontaires. Le préambule de l'ordonnance affirme ainsi :

« Comme le commerce est la source de l’abondance publique et la richesse des particuliers, nous avons, depuis plusieurs années, appliqué nos soins pour le rendre florissant dans notre royaume. […] Ces établissements ayant eu le succès que nous en attendions, nous avons cru être obligés de pourvoir à leur durée par des règlements capables d’assurer, parmi les négociants, la bonne foi contre la fraude, et prévenir les obstacles qui les détournent de leur emploi par la longueur des procès, et consomment en frais le plus liquide de ce qu’ils ont acquis. »

Les litiges, peu nombreux à être portés devant la justice, sont, lorsque cela arrive, traités par trois juridictions distinctes : le Châtelet, la juridiction consulaire (créée par un édit de 1563), le Bureau de la ville ou prévôté des marchands et échevins.
Dépassée dès sa conception [réf. nécessaire], cette ordonnance a au moins le mérite de donner un instantané (certes très incomplet) du droit qu'utilisent les commerçants entre eux. C'est pourquoi le principal rédacteur de cette ordonnance (qui est en réalité un édit[réf. nécessaire]…), Jacques Savary, écrira vite un ouvrage qui deviendra un best-seller juridique : Le Parfait Négociant. Ses multiples éditions permettront de combler bien des lacunes de l'ordonnance de 1673, mais pas toutes car en matière commerciale, l'usage est roi.

## Le Code de commerce

### Code d'origine
Le premier code de commerce, rédigé en 1807, comporte assez peu d'évolutions par rapport à la version de 1673. Il était nécessaire de tenir compte du Code civil de 1804. C'est la première fois qu'un texte officiel réglemente les sociétés par actions, à savoir la société anonyme et la société en commandite par actions. Ces deux types de sociétés existaient dans la pratique du XVIIIe siècle. C'est ainsi que les "sociétés composées uniquement d'actionnaires" anticipaient les SA du Code de 1807 et les sociétés en commandite par actions se retrouvaient par exemple soit dans les modèles juridiques adoptés par les compagnies privilégiées (coloniales) ou encore d'autres grandes compagnies privées. En raison de la limitation de responsabilité de tous les actionnaires, le code de 1807 précise que la constitution des SA est soumise à autorisation gouvernementale (ce jusqu'en 1867). Le concours du 29 mars 1810, pour deux chaires l'une le Code civil (France), l'autre le code commercial auxquelles elles ont été jointes les candidats Antoine-Grégoire Daubanton, et Pierre Sanfourche-Laporte, se sont retirés. En revanche, les sociétés en commandite par actions étaient de constitution entièrement libre car on estimait que la responsabilité solidaire et indéfinie des commandités-gérants était une garantie de sérieux suffisante vis-à-vis des tiers.

### Code actuel
Le code actuel est une reformulation du code de 1807. Celui-ci avait été progressivement vidé de son contenu et ne contenait plus que 150 articles. La majeure partie de la législation commerciale était disséminée dans une multitude de textes épars. Le code de commerce a été entièrement revu en 2000, à droit constant. Cette codification n'est toutefois achevée qu'en 2007, avec la codification, à droit constant également, de la partie réglementaire du Code. Et en 2009 avec la partie des arrêtés.
En mai 2001, la loi relative aux nouvelles régulations économiques (loi NRE) a modifié de nombreuses dispositions du code.
Le code actuel se compose de neuf livres qui se décomposent chacun en titres :
- Du commerce en général ;
- Des sociétés commerciales et des groupements d'intérêt économique ;
- De certaines formes de ventes et des clauses d'exclusivité ;
- De la liberté des prix et de la concurrence ;
- Des effets de commerce et des garanties ;
- Des difficultés des entreprises ;
- Des juridictions commerciales et de l'organisation du commerce ;
- De quelques professions réglementées ;
- Dispositions relatives à l'outremer.